# Богард (Мисури)
Богард (енгл. Bogard) град је у америчкој савезној држави Мисури.

## Демографија
По попису из 2010. године број становника је 164, што је 70 (-29,9%) становника мање него 2000. године.
| Група             | 2000.       | 2010.       |
| Белци             | 233 (99,6%) | 158 (96,3%) |
| Афроамериканци    | 0 (0,0%)    | 0 (0,0%)    |
| Азијати           | 0 (0,0%)    | 0 (0,0%)    |
| Хиспаноамериканци | 1 (0,4%)    | 6 (3,7%)    |
| Укупно            | 234         | 164         |